# David Cubillo
David García Cubillo (Madrid, 6 gennaio 1978) è un allenatore di calcio ed ex calciatore spagnolo, di ruolo centrocampista.

## Carriera
Cresciuto nel settore giovanile dell'Atlético Madrid, esordisce in prima squadra nella stagione 2000-2001 in cui i colchoneros disputano il campionato di Segunda División. Segna la sua prima rete da professionista realizzando il rigore del momentaneo 1-0 nell'1-1 finale tra Atlético e Córdoba del 29 ottobre 2000.

## Palmarès

### Giocatore

#### Club

##### Competizioni nazionali
- Segunda División B: 2

Atlético Madrid B: 2000-2001 (Gruppo 1)
Rayo Vallecano: 2007-2008 (Gruppo 1)